# Gouvernement d'Irkoutsk
1764–1926
Entités précédentes :
- Gouvernement de Sibérie

Entités suivantes :
- Kraï de Sibérie

Le gouvernement d’Irkoutsk (en russe : Иркутская губерния) est une division administrative de l’Empire russe puis de la R.S.F.S.R. située en Sibérie orientale avec pour capitale la ville d’Irkoutsk. Créé en 1764, le gouvernement exista jusqu’en 1926. Son territoire correspond principalement à celui de l’actuel oblast d'Irkoutsk.

## Histoire

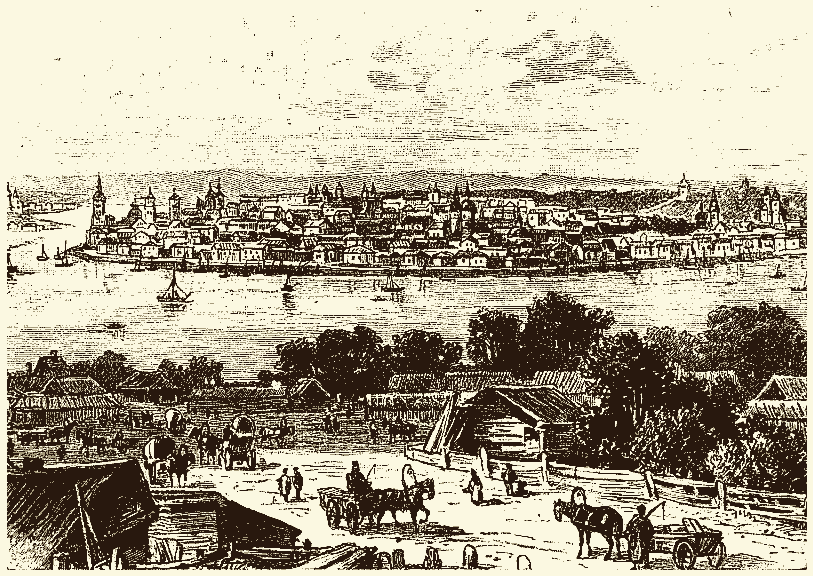
Irkoutsk en 1794.

Ponton sur l'Angara en partie démonté, hiver 1894-1895.

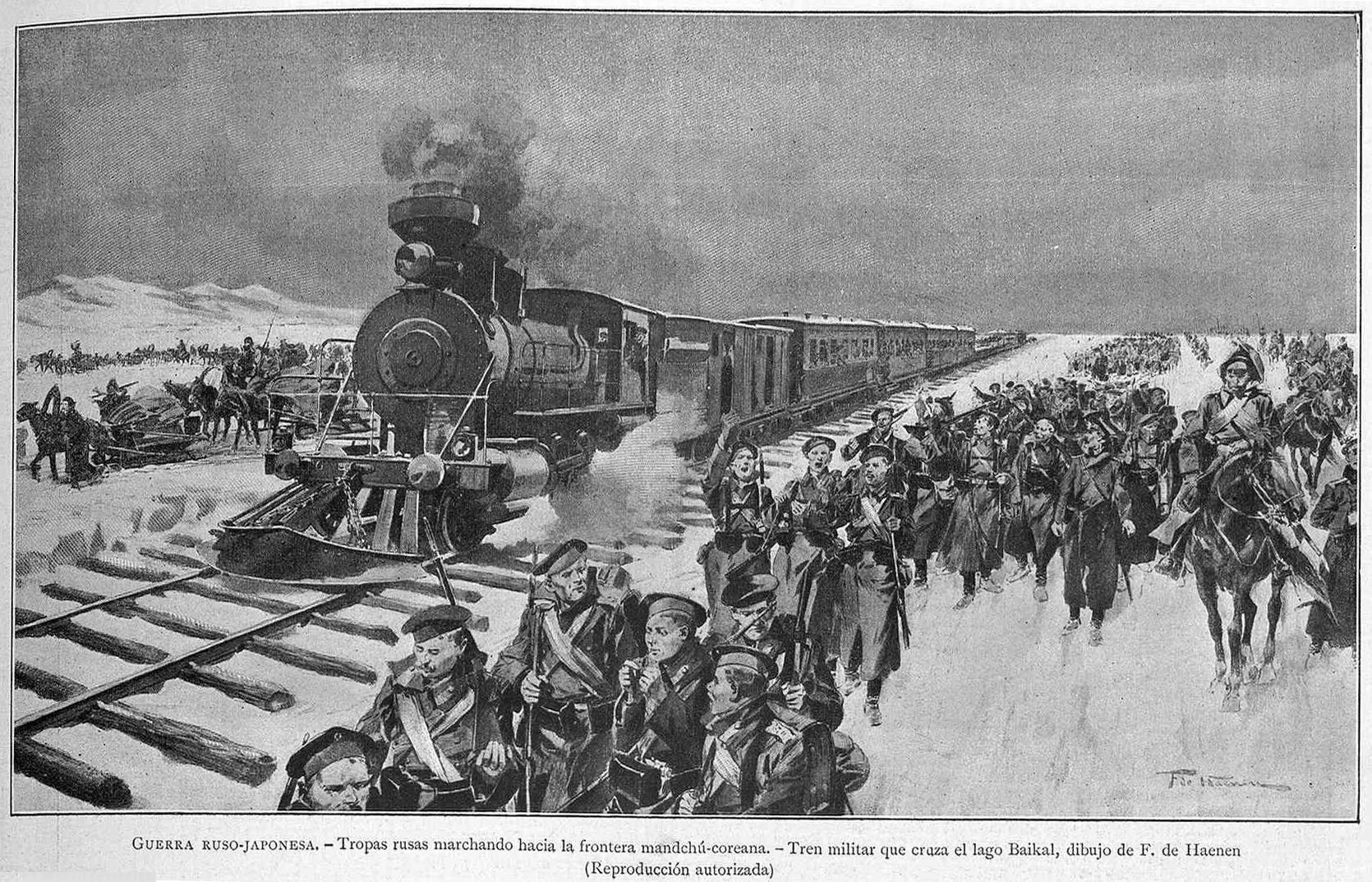
Troupes russes traversant le lac Baïkal avec un chemin de fer construit sur la glace pendant la guerre russo-japonaise, La Ilustración Artística, 4 avril 1904.

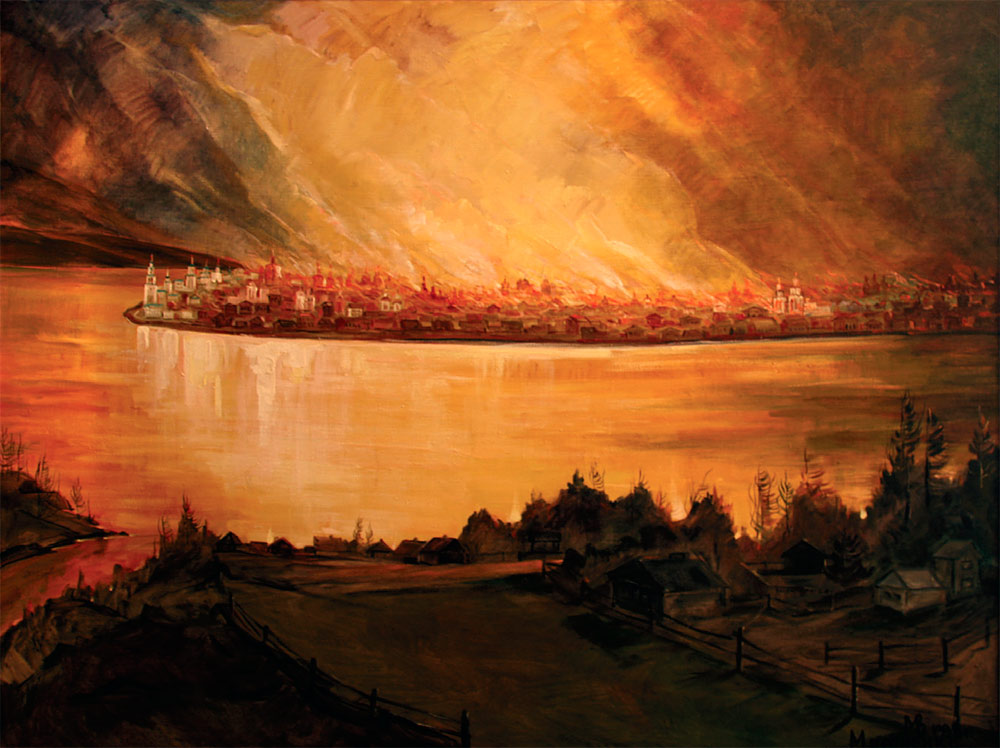
Incendie d'Irkoutsk en 1879, par Dmitri Romanov, 1913.

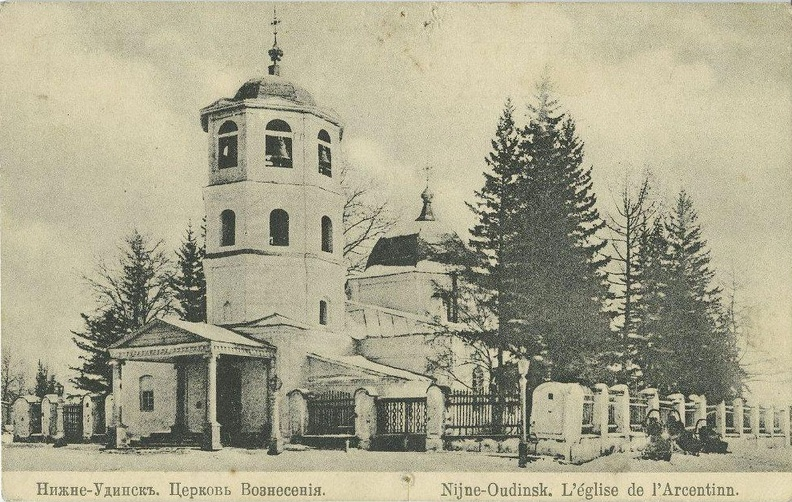
Église de Nijneoudinsk, 1912.

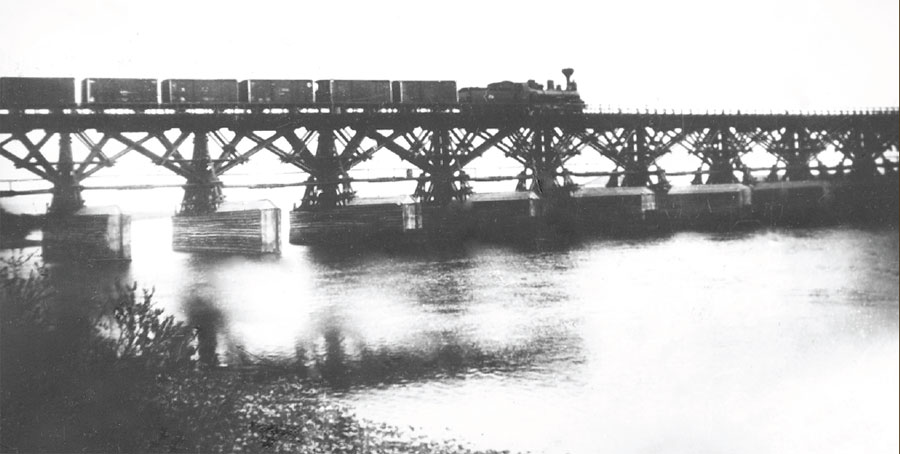
Pont du chemin de fer, début du XXe siècle.

En 1708 le prikaze de Sibérie est remplacé par le gouvernement de Sibérie, regroupant les territoires entre Viatka et le Kamtchatka. Ce gouvernement devient en 1764 le tsarat de Sibérie (Сибирское царство), composé des gouvernements généraux de Tobolsk et Irkoutsk. Au début du XIXe siècle l’administration de la Sibérie est réformée, le gouvernement d’Irkoutsk cède une partie de son territoire aux nouvelles entités créées. L’éloignement géographique du gouvernement en a fait un lieu de déportation pour l’administration russe : on trouve ainsi en 1866 une population de 18 000 Polonais exilés après l'insurrection de 1830 et celle de 1861-1864. La paroisse catholique s'organise autour de l'église Notre-Dame-de-l'Assomption à partir de 1825.
Irkoutsk est endommagée par un tremblement de terre en 1839 et reconstruite ensuite. Elle souffre aussi d'un incendie en 1879.
Le chemin de fer Transsibérien, reliant Irkoutsk à la Russie d'Europe, est construite entre 1891 et 1904. Le chemin de fer Circum-Baïkal, achevé en 1905, le relie à Vladivostok et aux chemins de fer d'Extrême-Orient.
Pendant la guerre civile russe, Irkoutsk est tenue par les Armées blanches. Lors de la débâcle des Blancs, en janvier-février 1920, la grande marche de glace de Sibérie traverse la province par le lac Baïkal gelé. L'amiral Alexandre Koltchak, commandant en chef des Blancs, est capturé par des mutins socialistes ralliés aux bolcheviks. Après un jugement rendu par les commissaires politiques bolcheviks, il est fusillé à Irkoutsk le 7 février 1920.
Après la victoire des Rouges, le gouvernement est réorganisé, passant de cinq à trois districts, puis aboli en 1926. Son territoire fait alors partie du kraï de Sibérie (1926-1930).

## Géographie
Le gouvernement d’Irkoutsk, dans ses frontières du XIXe siècle, est bordé au sud par l'empire chinois, à l'ouest par le gouvernement du Ienisseï, au nord par l'oblast de Iakoutsk et à l'est par le lac Baïkal qui le sépare de l'oblast de Transbaïkalie.
Irkoutsk, métropole de la Sibérie orientale, compte 25 000 à 30 000 habitants. La cathédrale, construite en 1746, est le centre de l’archevêché d'Irkoutsk, Nertchinsk et Iakoutsk. La ville a aussi un lycée avec une bibliothèque de 10 000 ouvrages, des écoles d'arpenteurs, chirurgiens, vétérinaires, etc. Le bazar est très actif : la ville produit des articles textiles et des cuirs, des savons, chandelles, de la verrerie, et a une manufacture de glaces. Les caravanes amènent du thé, boisson de base en Sibérie, de la rhubarbe, du papier, des soieries, de la porcelaine de Chine ; des fourrures de l'Extrême-Orient russe et de l'Alaska ; des produits manufacturés d'Europe par Tobolsk. Elles redistribuent ces produits vers les marchés de Chine et de Russie d'Europe. Telminsk, bourg situé à 60 km d'Irkoutsk, a une fabrique de cristal et d'autres manufactures. Dans le district, le sol est fertile et donne de bons rendements agricoles. Le gibier y est abondant. Nijneoudinsk, au nord-ouest d'Irkoutsk, est entourée de forêts marécageuses. Kirensk, au nord d'Irkoutsk, est au confluent de la Léna et de la Kirenga ; le sol y est fertile et le poisson très abondant.

## Subdivisions administratives
AU milieu du XIXe siècle, le gouvernement d’Irkoutsk était divisé en 3 okrougs (districts) : Irkoutsk, Kirensk et Nijneoudinsk.
Au début du XXe siècle le gouvernement était divisé en 5 districts : Balagansk, Irkoutsk, Kirensk , Nijneoudinsk et Verkholensk (ru).

## Population
En 1897 la population du gouvernement était de 514 267 habitants, dont 73,1% de Russes, 21,2% de Bouriates, 1,4% de Juifs et 1,4% de Tatares ainsi que des minorités iakoutes, evenks et polonaises.